# Governatore del Missouri
Il Governatore del Missouri (in inglese: Governor of Missouri) è il capo del governo dello stato statunitense del Missouri.
L'attuale governatore è il repubblicano Mike Kehoe, in carica dal 13 gennaio 2025.

## Numero di governatori del Missouri per partito di appartenenza
| Partito                  | N° governatori |
| ------------------------ | -------------- |
| Democratici              | 38             |
| Repubblicani             | 15             |
| Democratico-Repubblicano | 3              |
| Liberale Repubblicano    | 1              |

## Elenco

### Partiti
Di seguito è riportato un elenco dei governatori del Missouri da quando il suo territorio divenne parte degli Stati Uniti.
  Democratico-Repubblicano (3)
  Democratico (38)
  Repubblicano (15)
| #  | Foto | Nome                       | Mandato           | Mandato           | Partito                  | Vicegovernatore                      |
| #  | Foto | Nome                       | Inizio            | Termine           | Partito                  | Vicegovernatore                      |
| -- | ---- | -------------------------- | ----------------- | ----------------- | ------------------------ | ------------------------------------ |
| 1  |      | Alexander McNair           | 18 settembre 1820 | 15 novembre 1824  | Democratico-Repubblicano | William Henry Ashley                 |
| 2  |      | Frederick Bates            | 15 novembre 1824  | 4 agosto 1825     | Democratico-Repubblicano | Benjamin Harrison Reeves             |
| 3  |      | Abraham J. Williams        | 4 agosto 1825     | 20 gennaio 1826   | Democratico-Repubblicano |                                      |
| 4  |      | John Miller                | 20 gennaio 1826   | 19 novembre 1832  | Democratico              | Daniel Dunklin                       |
| 5  |      | Daniel Dunklin             | 19 novembre 1832  | 30 settembre 1836 | Democratico              | Lilburn Boggs                        |
| 6  |      | Lilburn Boggs              | 30 settembre 1836 | 16 novembre 1840  | Democratico              | Franklin Cannon                      |
| 7  |      | Thomas Reynolds            | 16 novembre 1840  | 9 febbraio, 1844  | Democratico              | Meredith Miles Marmaduke             |
| 8  |      | Meredith Miles Marmaduke   | 9 febbraio, 1844  | 20 novembre 1844  | Democratico              |                                      |
| 9  |      | John C. Edwards            | 20 novembre 1844  | 20 novembre 1848  | Democratico              | James Young                          |
| 10 |      | Austin Augustus King       | 20 novembre 1848  | 3 gennaio 1853    | Democratico              | Thomas Lawson Prezzo                 |
| 11 |      | Sterling Price             | 3 gennaio 1853    | 5 gennaio 1857    | Democratico              | Wilson Brown                         |
| 12 |      | Trusten Polk               | 5 gennaio 1857    | 27 febbraio 1857  | Democratico              | Hancock Lee Jackson                  |
| 13 |      | Hancock Lee Jackson        | 27 febbraio 1857  | 22 ottobre 1857   | Democratico              |                                      |
| 14 |      | Robert Marcellus Stewart   | 22 ottobre 1857   | 3 gennaio 1861    | Democratico              | Jackson Lee Hancock                  |
| 15 |      | Claiborne Fox Jackson      | 3 gennaio 1861    | 23 luglio 1861    | Democratico              | Thomas Reynolds Caute                |
| 16 |      | Rowan Hamilton Gamble      | 31 luglio 1861    | 31 gennaio 1864   | Repubblicano             | William Willard Preble Hall          |
| 17 |      | Willard Hall Preble        | 31 gennaio 1864   | 2 gennaio 1865    | Repubblicano             |                                      |
| 18 |      | Thomas Clement Fletcher    | 2 gennaio 1865    | 12 gennaio 1869   | Repubblicano             | Rappeen George Smith                 |
| 19 |      | Joseph W. McClurg          | 12 gennaio 1869   | 4 gennaio 1871    | Repubblicano             | Edwin O. Stanard                     |
| 20 |      | B. Gratz Brown             | 4 gennaio 1871    | 3 gennaio 1873    |                          | Joseph J. Gravemente                 |
| 21 |      | Silas Woodson              | 3 gennaio 1873    | 12 gennaio 1875   | Democratico              | Charles Philip Johnson               |
| 22 |      | Charles Henry Hardin       | 12 gennaio 1875   | 8 gennaio 1877    | Democratico              | Norman Jay Coleman                   |
| 23 |      | John Smith Phelps          | 8 gennaio 1877    | 10 gennaio 1881   | Democratico              | Henry Clay Brockmeyer                |
| 24 |      | Theodore Thomas Crittenden | 10 gennaio 1881   | 12 gennaio 1885   | Democratico              | Robert Alexander Campbell            |
| 25 |      | John S. Marmaduke          | 12 gennaio 1885   | 28 dicembre 1887  | Democratico              | Albert P. Morehouse                  |
| 26 |      | Albert P. Morehouse        | 28 dicembre 1887  | 14 gennaio 1889   |                          |                                      |
| 27 |      | David R. Francis           | 14 gennaio 1889   | 9 gennaio 1893    | Democratico              | Stephen Hugh Claycomb                |
| 28 |      | William Joel Stone         | 9 gennaio 1893    | 11 gennaio 1897   | Democratico              | John Baptiste O'Meara                |
| 29 |      | Lawrence Vest Stephens     | 11 gennaio 1897   | 14 gennaio 1901   | Democratico              | August Henry Bolte                   |
| 30 |      | Alexander Monroe Dockery   | 14 gennaio 1901   | 9 gennaio 1905    | Democratico              | John Adams Lee, Thomas L. Rubey      |
| 31 |      | Joseph W. Folk             | 9 gennaio 1905    | 11 gennaio 1909   | Democratico              | John C. McKinley                     |
| 32 |      | Herbert S. Hadley          | 9 gennaio 1909    | 13 gennaio 1913   | Repubblicano             | Jacob Friedrich Gmelich              |
| 33 |      | Elliot Woolfolk Major      | 13 gennaio 1913   | 8 gennaio 1917    | Democratico              | William Painter Rock                 |
| 34 |      | Frederick D. Gardner       | 8 gennaio 1917    | 10 gennaio 1921   | Democratico              | Wallace Crossley                     |
| 35 |      | Arthur M. Hyde             | 10 gennaio 1921   | 12 gennaio 1925   | Repubblicano             | Hiram Lloyd                          |
| 36 |      | Samuel Aaron Baker         | 12 gennaio 1925   | 14 gennaio 1929   | Repubblicano             | Allen Phillip Bennett                |
| 37 |      | Henry S. Caulfield         | 14 gennaio 1929   | 9 gennaio 1933    | Repubblicano             | Edward Henry Winter                  |
| 38 |      | Guy Brasfield Park         | 9 gennaio 1933    | 11 gennaio 1937   | Democratico              | Frank Gaines Harris                  |
| 39 |      | Lloyd C. Stark             | 11 gennaio 1937   | 26 febbraio 1941  | Democratico              | Gaines Frank Harris                  |
| 40 |      | C. Forrest Donnell         | 26 febbraio 1941  | 8 gennaio 1945    | Repubblicano             | Gaines Frank Harris                  |
| 41 |      | Phil M. Donnelly           | 8 gennaio 1945    | 10 gennaio 1949   | Democratico              | Walter Davis Naylor                  |
| 42 |      | Forrest Smith              | 10 gennaio 1949   | 12 gennaio 1953   | Democratico              | James T. Blair Junior                |
| 43 |      | Phil M. Donnelly           | 12 gennaio 1953   | 14 gennaio 1957   | Democratico              | James T. Blair, Jr.                  |
| 44 |      | James T. Blair, Jr.        | 14 gennaio 1957   | 9 gennaio 1961    | Democratico              | Edward V. Long                       |
| 45 |      | John M. Dalton             | 9 gennaio 1961    | 11 gennaio 1965   | Democratico              | Hilary A. Bush                       |
| 46 |      | Warren E. Hearnes          | 11 gennaio 1965   | 8 gennaio 1973    | Democratico              | Thomas F. Eagleton William S. Morris |
| 47 |      | Christopher "Kit" Bond     | 8 gennaio 1973    | 10 gennaio 1977   | Repubblicano             | William C. Phelps                    |
| 48 |      | Joseph P. Teasdale         | 10 gennaio 1977   | 12 gennaio 1981   | Democratico              | William C. Phelps                    |
| 49 |      | Christopher "Kit" Bond     | 12 gennaio 1981   | 14 gennaio 1985   | Repubblicano             | Kenneth J. Rothman                   |
| 50 |      | John Ashcroft              | 14 gennaio 1985   | 11 gennaio 1993   | Repubblicano             | Harriett Woods Mel Carnahan          |
| 51 |      | Mel Carnahan               | 11 gennaio 1993   | 16 ottobre 2000   | Democratico              | Roger B. Wilson                      |
| 52 |      | Roger B. Wilson            | 17 ottobre 2000   | 8 gennaio 2001    | Democratico              | Joe Maxwell                          |
| 53 |      | Bob Holden                 | 8 gennaio 2001    | 10 gennaio 2005   | Democratico              | Joe Maxwell                          |
| 54 |      | Matt Blunt                 | 10 gennaio 2005   | 12 gennaio 2009   | Repubblicano             | Peter Kinder                         |
| 55 |      | Jay Nixon                  | 12 gennaio 2009   | 9 gennaio 2017    | Democratico              | Peter Kinder                         |
| 56 |      | Eric Greitens              | 9 gennaio 2017    | 1º giugno 2018    | Repubblicano             | Mike Parson                          |
| 57 |      | Mike Parson                | 1º giugno 2018    | 13 gennaio 2025   | Repubblicano             | Mike Kehoe                           |
| 58 |      | Mike Kehoe                 | 13 gennaio 2025   | in carica         | Repubblicano             | David Wasinger                       |